# 朱珏
朱珏（1438年—？），字廷周，直隸常州府無錫縣人，民籍，明朝政治人物。

## 生平
成化元年（1465年）舉乙酉科應天府鄉試第六十六名舉人。成化二十三年（1487年）中式丁未科會試第一百八十九名，三甲第一百七十四名進士。官浙江缙云县知县。

## 家族
曾祖朱仲傑；祖父朱士廉；父朱景顒，母錢氏。永感下。